# جالكانيزوماب
جالكانيزوماب(Galcanezumab)، الذي يباع تحت الاسم التجاري إمكاليتي( Emgality), هو دواء يوصف لمنع الصداع النصفي و علاج الصداع العنقودي.  و يعطى عن طريق الحقن تحت الجلد.  إضافة إلى ذلك، فقد تستغرق فوائده إلى ما يصل إلى ثلاثة أشهر. 
و تشمل الآثار الجانبية الشائعة له ما يلي: الألم أو الاحمرار في موقع الحقن.  قد تشمل الآثار الجانبية الأخرى أيضا ردود فعل تحسسية .  أما السلامة أثناء الحمل فهي غير واضحة تماما.  و هو جسم مضاد وحيد النسيلة يرتبط بالببتيد المرتبط بجين الكالسيتونين (CGRP) و يعمل على منعه، مما يساعد الأوعية الدموية على العودة إلى حجمها الطبيعي. 
ووفق على استخدامه الطبي في الولايات المتحدة و أوروبا في عام 2018.   في المملكة المتحدة، يكلف هيئة الخدمات الصحية الوطنية حوالي 450 جنيهًا إسترلينيًا شهريًا اعتبارًا من عام 2021.  و يكلف هذا القدر في الولايات المتحدة حوالي 580 دولارًا أمريكيًا. 